# Thomas Hobbes
Thomas Hobbes (n. 5 aprilie 1588, Westport⁠(d), Malmesbury, Anglia, Regatul Unit – d. 4 decembrie 1679, Ault Hucknall⁠(d), Anglia, Regatul Unit) a fost un filozof englez, cel mai cunoscut pentru tratatul său Leviatanul (1651).
Hobbes a scris despre filozofie politică și alte subiecte, oferind o definiție a naturii umane ca o formă de cooperare auto interesată. A fost contemporan cu Francis Bacon și cu René Descartes și a scris un răspuns la Meditațiile lui René Descartes.
Hobbes este unul dintre cei mai mari sistematicieni ai raționalismului și un bun cunoscător al filosofiei lui Descartes. Pentru a scăpa de Revoluția engleză, Hobbes s-a mutat la Paris în perioada 1640-1651, întorcându-se în Anglia după căderea lui Cromwell.

## Copilăria și educația
Hobbes s-a născut în Malmesbury, Wiltshire, Anglia pe 5 aprilie 1588. Tatăl său, vicar de Charlton și Westport, a fost forțat să părăsească orașul, abandonându-și cei trei copii în grija fratelui său, Francis. Hobbes a fost educat la biserica din Westport de la vârsta de 4 ani, apoi s-a mutat la școala din Malmesbury și după aceea la o școală privată condusă de tânărul Robert Latimer, absolvent al Universității Oxford. Hobbes a fost un elev bun, iar în 1603 a fost trimis la Oxford unde a intrat la Magdalen Hall (vezi Hertford College). Directorul de la Magdalen Hall a fost un Puritan foarte agresiv, John Wilkinson, care a avut o influență puternică asupra gândirii lui Hobbes.
La universitate, Hobbes se pare că a urmat o curriculă proprie, nefiind atras de studiul scolastic. Hobbes nu și-a completat studiile universitare până în 1608, dar a fost recomandat de Wilkinson ca meditator pentru William, fiul lui William Cavendish, Baron de Hardwick (și mai târziu conte de Devonshire), și astfel a început legătura lui de o viață cu această importantă familie de nobili.
Hobbes a devenit însoțitorul tânărului William și amândoi au luat parte la un mare turneu în 1610. Cu această ocazie, Hobbes a luat cunoștință de metodele științifice și critice europene, care contrastau cu filosofia scolastică pe care o studiase la Oxford. În acea perioadă eforturile sale se îndreptau spre studiul atent al autorilor greci și latini, rezultatul fiind grandioasa traducere a Istoriei războiului Peloponesian a lui Tucidide, pe care a finalizat-o în 1628 și care a fost prima traducere a acestei lucrări în engleză. Hobbes credea că relatarea lui Tucidide despre războiul Peloponesiac demonstrează că o guvernare democratică nu poate supraviețui unui război și nu poate asigura stabilitatea, și de aceea este indezirabilă.
Hobbes nu și-a concentrat eforturile asupra filosofiei până în 1629, deși se întâlnea cu figuri din lumea literară ca Ben Jonson și cu gânditori ca Francis Bacon. Angajatorul său Cavendish, devenit conte de Devonshire, a murit de ciumă în iunie 1628. Contesa văduvă l-a concediat pe Hobbes, dar el și-a găsit în scurt timp un alt loc de muncă, tot ca meditator, de această dată pentru fiul lui Sir Gervase Clifton. Rămâne pe acest post, petrecând o mare parte a timpului la Paris, până în 1631, când își găsește din nou de lucru la familia Cavendish, ca meditator al fiului fostului său elev. În următorii șapte ani, pe lângă munca de meditator, se preocupă de extinderea propriilor sale cunoștințe de filosofie, trezindu-se în el curiozitatea pentru cele mai importante dezbateri filosofice. A vizitat Florența în 1636 și mai târziu a fost unul dintre participanții obișnuiți la dezbaterile grupurilor filosofice din Paris, organizate împreună cu Marin Mersenne. Începând din 1637 Hobbes s-a considerat filosof.

## Scrierile de filozofie politică
Filosofia lui Hobbes este strict nominalistă și mecanicistă, excluzând teologia. Ea nu se preocupă decât de soarta obiectelor, naturale și artificiale, create de om cu alte cuvinte, acelea care pot fi "calculate" rațional. Teoria sa cea mai de succes a fost ceea despre starea naturală și contractul social (dreptul natural).
Prin opera sa principală, "Leviathan" (1651), Hobbes a devenit fondatorul filosofiei statale moderne. Dat fiind că starea naturală a omului reprezintă "bellum omnium contra omnes" (războiul tuturor împotriva tuturor), oamenii încheie un contract social prin care transferă drepturile individuale către stat. Legitimitatea statului constă și în datoria sa de a garanta securitatea.
Hobbes pornește de la premisa că egoismul domină natura umană "homo homini lupus est" (omul pentru om este lup). De aici rezultă necesitatea apariției statului ca o creație artificială. Filozofia politică a lui Hobbes se mai ocupă și de raportul stat (suveran) - individ (cetățean), de noțiunea și rolul dreptului natural în societate și de distincția dintre drept (jus) și lege (lex).